# Ministère des Villes, de l'Administration locale, du Logement et du Développement régional
Le ministère des Villes, de l'Administration locale, du Logement et du Développement régional (en portugais : Ministério das Cidades, Administração Local, Habitação e Desenvolvimento Regional, MCALHDR) est un ministère portugais ayant existé sous le XVIe gouvernement constitutionnel, entre juillet 2004 et mars 2005.

## Considérations réglementaires

### Organisation administrative
Le ministère s'organise de la façon suivante : 
- Secrétariat général ;
- Cabinet d'études ;
- Direction générale des Collectivités locales ;
- Direction générale du Développement régional ;
- Direction générale des Édifices et Monuments nationaux ;
- Département de Prospective et de Planification.

## Histoire
Le ministère des Villes est créé sous cette forme le 17 juillet 2004, à l'occasion de la formation du XVIe gouvernement constitutionnel par Pedro Santana Lopes, qui le confie à José Luís Arnaut. Il est constitué par le démembrement partiel du ministère de l'Environnement, compétent pour les villes et l'administration locale, du ministère des Transports, compétent pour le logement, et du ministère des Finances, compétent pour le développement régional.
Le Premier ministre, ancien maire de Lisbonne, justifie la création de ce grand ministère par le fait que les domaines qu'il réunit forment un tout cohérent dans une perspective de développement durable. Le gouvernement veut faire des villes sa priorité, souhaitant garantir la qualité de vie des populations urbaines tout en assurant un développement équilibré du territoire, en particulier grâce au processus de décentralisation administrative.
Le ministère n'aura jamais réellement le temps de faire ses preuves, puisqu'une crise politique amène de nouvelles élections législatives le 20 février 2005. Le 12 mars suivant se met en place le XVIIe gouvernement constitutionnel, dans lequel les villes, le développement régional passent au ministère de l'Environnement, l'administration locale à la présidence du Conseil des ministres et le logement au ministère des Travaux publics.

## Titulaires
| Ministre | Ministre         | Dates                          | Gouvernement         | Parti   |
| -------- | ---------------- | ------------------------------ | -------------------- | ------- |
|          | José Luís Arnaut | 17 juillet 2004 - 12 mars 2005 | XVIe constitutionnel | PPD/PSD |